# رجی مک‌نامارا
رجی مک‌نامارا (انگلیسی: Reggie McNamara; ۷ نوامبر ۱۸۸۷ – اکتبر ۱۹۷۱ (۸۳−۸۴ سال)) دوچرخه‌سوار اهل ایالات متحده آمریکا بود.
او دارای لقب هایی همچون استخوان آهنی و مرد آهنی بود. 